# I Korpus Polowy Luftwaffe
I Korpus Polowy Luftwaffe (niem. I. Luftwaffen-Feld-Korps) – jeden z niemieckich korpusów polowych Luftwaffe. Planowane utworzenie miało mieć miejsce podczas zimy 1942/1943 z dowództwa XIII Korpusu Lotniczego, jednak do niego nie doszło.